# Konvencija Ujedinjenih nacija protiv torture
Konvencija Ujedinjenih nacija protiv torture i drugih surovih, neljudskih i ponižavajućih kazni ili postupaka (engl. United Nations Convention against Torture and Other Cruel, Inhuman or Degrading Treatment or Punishment) ili samo Konvencija Ujedinjenih nacija protiv torture (engl. United Nations Convention against Torture, UNCAT), je međunarodni instrument o ljudskim pravima legislativnog karaktera koji ima za cilj da spreči torturu u svetu. Odredbama te konvencije utvrđena su individualna i kolektivna prava, određene mere za nadzor nad njihovim poštovanjem i osnovan Komitet Ujedinjenih nacija protiv torture koji nastoji da se ugovornice pridržavaju preuzetih obaveza.
Prema Konvenciji, države ugovornice se obavezuju da će preduzeti sve zakonske mere da spreče torturu unutar svojih granica (član 2) i da neće proterati ili izručiti drugoj državi osobu za koju se sumnja da bi mogla biti izložena torturi (član 3).
Konvencija protiv torture i drugih surovih, neljudskih i ponižavajućih kazni ili postupaka je usvojena i otvorena za potpisivanje, ratifikaciju i pristupanje Rezolucijom Generalne skupštine UN br. 39/46 od 10. decembra 1984. godine, a stupila je na snagu 26. juna 1987. godine. U čast Konvencije, kao i Povelje Organizacije UN, 26. jun je određen kao Međunarodni dan podrške žrtvama torture.
Generalna skupština UN je 18. decembra 2002. usvojila Opcioni protokol uz Konvenciju Ujedinjenih nacija protiv torture kao važan dodatak Konvenciji, koji je usvojen sa ciljem prevencije torture u ustanovama u kojima se nalaze osobe lišene slobode.
SFR Jugoslavija je Konvenciju ratifikovala 1991.godine čime je između ostalog prihvatila obavezu da Komitetu protiv torture podnosi izveštaje o preduzetim merama i postignutom napretku u obezbeđivanju poštovanja prava priznatih u Konvenciji. Nakon promena oktobra 2000. godine SR Jugoslavija je 12. marta 2001. godine dala sukcesorsku izjavu u Ujedinjenim nacijama koja se odnosila i na ponovno pristupanje Međunarodnom paktu o građanskim i političkim pravima. DZ Srbija i Crna Gora je ratifikovala Konvenciju Ujedinjenih nacija protiv torture i drugih surovih, neljudskih ili ponižavajućih kazni i postupaka 2003. године